# بقعا (مدینه)
بقعا (به عربی: بقعاء) یک منطقهٔ مسکونی در عربستان سعودی است که در استان مدینه واقع شده‌است.